# ハチワレ
ハチワレ（八割、Alopias superciliosus,Bigeye thresher）は、ネズミザメ目オナガザメ科に属するサメ。世界中の暖かい海に広く分布する。水深100mより深い場所に多い。最大全長4.9mに達し、その半分を尾鰭が占める。頭の後ろに「八」の字状の溝があり、他のオナガザメ類との区別が可能である。内温性で体温調節を行う。サバなど浮魚類を尾鰭で打ち、捕食する。卵食型の胎生。2-4尾の子どもを産む。マグロ延縄などで混獲され、肉や鰭、皮などが利用される。成熟に約10年かかり、産む子どもの数も少ないことから、生息数は減少している。

## 分布
世界中の熱帯から温帯海域の沿岸から外洋まで広く分布するが、詳細は限定的にしか分かっていない。海表面から水深500m以深の中層まで見られる。多くは100m以深にいる。

## 形態

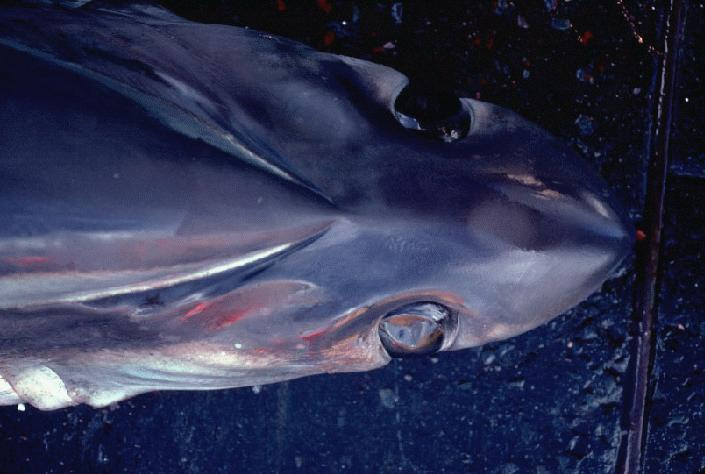

最大で全長488cm、体重363.8kg。オナガザメ類に特徴的な長い尾鰭をもち、全長の半分を占める。目は非常に大きい。頭部後方背側に切れ込みがあり、上から見ると「八」の字に割れているように見えることが名前の由来になっている。背側の体色は金属光沢のある灰色、メタリックグレーで褐色や紫色がかっていることもある。腹側は白色。両顎歯はほぼ同形。縁が滑らかな三角形で、先端はやや口角を向いて曲がる。

## 生態
他のオナガザメ2種に比べてやや深い場所に現れる。日周鉛直移動を行う。奇網により体温調節を行い、周囲の海水温よりも体温を恒常的に高く保つ。餌生物はサバ、ニシン、カジキ（幼魚）などの浮魚類、甲殻類、頭足類など。尾鰭で獲物を叩いて気絶させる。
胎生。胎仔が子宮内で未受精卵を食べて育つ卵食型。妊娠期間は12ヶ月、産仔数は2-4尾で通常2尾。雄は270-288cm、9-10歳、雌は332-356cm、12-14歳で成熟する。産まれたときのサイズは全長64-140cm。

## 人との関わり
人に対して危険性はない。主にマグロ延縄で混獲される。肉質は上等ではないが、フィレ、燻製、干物、塩漬けなどで消費される。鰭はフカヒレ、皮は皮革製品に加工される。
2019年1月18日、五島市三井楽町の白良ケ浜海水浴場にて、打ち上げられた死亡している個体を地元の者が発見した。体長は3.95m、そのうち尾びれは1.82mある個体だった。